# Unión Socialista Árabe de Siria
El Partido de la Unión Socialista Árabe de Siria (en árabe: حزب الاتحاد الاشتراكي العربي في سورية , Hizb Al-Ittihad Al-Ishtiraki Al-Arabi fi Suriyah) fue un partido político sirio de ideología nasserista. Está dirigido por Safwan al-Qudsi. El partido se formó en 1973, tras una separación del partido original.
En las últimas elecciones parlamentarias de Siria de 2007, la USA era parte del Frente Nacional Progresista  ( Al-Jabhat Al-Wataniyyah Al -Taqaddumiyyah ). La USA fue galardonada con 8 de los 250 asientos. El Frente Nacional Progresista está dirigido por el Partido Baath Árabe Socialista – Región Siria.
Tras la caída del régimen de Ásad, el 29 de enero de 2025, el gobierno de transición sirio disolvió el partido, junto con el Frente Nacional Progresista.

## Antecedentes: El socialismo árabe en Siria
El socialismo árabe no-nasserista en Siria tiene sus orígenes en el Movimiento Socialista Árabe (PSA, también MSA). Este partido surgió del Hizb al-Shabab  (Partido de la Juventud) de Siria. En 1950, Akram al-Hawrani asumió el liderazgo del partido y cambió su nombre por el  de Movimiento Socialista Árabe. Después de los éxitos iniciales, la USA fue prohibida por el líder de facto de Siria, Adib ash-Shishakli, en 1952, ya que lo consideraba un rival político demasiado poderoso. Akram al-Hawrani se exilió en el Líbano, y acordaron una fusión con un partido de oposición nacionalista y panárabe, el Partido Baaz. El nuevo partido fue llamado el Partido Baaz Árabe Socialista.
En 1959, la sección siria del partido Baaz se disolvió para dejar espacio al Movimiento Nacionalista Árabe, que era el único partido legal dentro de la República Árabe Unida (una fusión entre Siria y Egipto bajo el liderazgo de Gamal Abdel Nasser). Sin embargo, la disidencia sobre la unión creció, y otra conferencia, un año después, revirtió la decisión del partido. Cuando la RAU se disolvió en 1961, el Partido Baaz Árabe Socialista luchó por reformar su rama siria, pero varios grupos se separaron, incluyendo una tendencia nasserista y pro-unionista (que formó los Unionistas Socialistas (Siria) (US) y una corriente fuertemente anti-Nasserista bajo Akram al-Hawrani, que recreó su antiguo PSA. Mientras tanto, varias otras facciones nasseristas y pro-egipcias trabajaron en oposición al gobierno "separatista" y exigieron una renovada unión con Egipto.

## Formación como oposición
En 1964, estos partidos y organizaciones nasseristas sirios (incluyendo el MNA, el Movimiento Nacionalista Árabe, el Frente Árabe Unido y la Unión Socialista) crearon una rama siria de la Unión Socialista Árabe liderada por Egipto, que después de un intento de golpe de Estado de los Nasser en la primavera de 1963 se opuso militantemente al gobierno del baaz, dirigido por Siria. La organización fue dirigida por exiliados en El Cairo, y se mantuvo débilmente organizada en Siria a pesar del considerable apoyo popular, debido a las restricciones impuestas por los baazistas. Rápidamente se fragmentó, con una facción de la antigua Unión Baazista bajo Fayiz Ismail que se retiró de la USA. El Movimiento Nacionalista Árabe también continuó trabajando en sus estructuras organizacionales separadas en Siria, a pesar de estar formalmente comprometido con la orden de Gamal Abdel Nasser de unirse en la USA; gran parte de esta organización se disolvió posteriormente en diferentes grupos políticos, incluidas las facciones palestinas del Frente Popular para la Liberación de Palestina (FPLP) y del Frente Democrático por la Liberación de Palestina (FDLP). 

## Legalización y división
Después de que Hafez al-Assad tomara el poder en 1970, la USA entabló negociaciones sobre un gobierno de coalición, y aceptó unirse al Frente Nacional Progresista (FNP) en 1972. Un año después, sin embargo, el partido se separó de la adopción de una constitución siria en la que el Partido Baath Árabe Socialista – Región Siria fue proclamado el "partido dirigente" del país. Una facción menor bajo Fawzi Kiyali aceptó la constitución, y retuvo tanto el nombre USA como la membresía del FNP, mientras la mayoría de los miembros siguieron al líder del partido Jamal al-Atassi a la oposición, retitulándose como la Unión Árabe Socialista Democrática (UASD). Tanto la USA (Siria) como la UASD se distanciaron del gobierno de Anwar Sadat, particularmente después de que su política hacia Israel se volvió más conciliatoria, y sus estrechas relaciones con El Cairo se perdieron antes de que el partido madre egipcio se disolviera en mediados de la década de 1970.

## USA y UASD
El Partido de la Unión Socialista Árabe de Siria (es decir, la ex facción Kiyali), que glorifica la presidencia del Baaz y no muestra prácticamente ninguna independencia del gobierno, ha sido dirigido por Safwan al-Qudsi. En las elecciones parlamentarias de 2003, al bloque del FNP le fueron concedidos 167 de 250 escaños en el Consejo Popular de Siria, y siete  de estos pertenecieron al USA. En las elecciones parlamentarias de 2007, al partido se le concedieron 8 de 250 escaños en el parlamento, haciéndolo formalmente el segundo partido más grande después del propio Baaz. Sin embargo, esto no refleja el apoyo popular para el partido, ya que el FNP se ejecuta en base a listas no impugnadas; en esto, el Baaz siempre posee una mayoría tanto dentro del FNP como dentro del parlamento, mientras que otros partidos miembros negocian con el gobierno su parte de candidatos.
Desde la muerte de al-Atassi, la UASD ha sido dirigida por Hassan Abdelazim. Sigue siendo un partido ilegal y ha sido objeto de represión esporádica; aunque se volvió semi-abiertamente activo después del ascenso de Bashar al-Assad al poder en 2000, y bajo la liberalización limitada que siguió. La UASD es el principal miembro del Encuentro Nacional Democrático, una alianza de oposición nacionalista-izquierdista fundada en 1979.

## Elecciones parlamentarias
| Consejo Popular de Siria |         |   |
| Año                      | Escaños | ± |
| 2007                     | 8/250   | 3 |
| 2012                     | 2/250   | 6 |
| 2016                     | 0/250   | 2 |